# Blackhawks Over Los Angeles
Blackhawks Over Los Angeles è il sesto album del gruppo punk rock Strung Out, pubblicato il 12 giugno 2007 dalla Fat Wreck Chords.
Le prime 5000 copie dell'album includevano la bonus track More Than Words.
La traccia Novella era disponibile al download tramite iTunes.

## Tracce
1. Calling
2. Blackhawks Over Los Angeles
3. Party in the Hills
4. All the Nations
5. A War Called Home
6. Letter Home
7. Orchid
8. Dirty Little Secret
9. Downtown
10. The King Has Left the Building
11. Mission Statement
12. Diver
13. More Than Words – solo edizione limitata
14. Novella (iTunes bonus track)

## Formazione
- Jason Cruz - voce
- Jake Kiley - chitarra
- Rob Ramos - chitarra
- Chris Aiken - basso
- Jordan Burns - batteria